# Mimela prilca
Mimela prilca är en skalbaggsart som beskrevs av Ohaus 1936. Mimela prilca ingår i släktet Mimela och familjen Rutelidae. Inga underarter finns listade i Catalogue of Life.